# Állami Szanatórium (Balf)
A balfi Állami Szanatórium fizioterápiás osztályain reuma,  mozgásszervi, ortopédiai és neurológiai megbetegedéseket ápolnak és sikerrel gyógyítanak. A gyógyfürdőkórház hivatalos elnevezése: Állami Szanatórium Sopron Intenzív Mozgásszervi Rehabilitációs Osztály. Címe: 9494 Sopron-Balf, Fürdő sor 8.

## Története

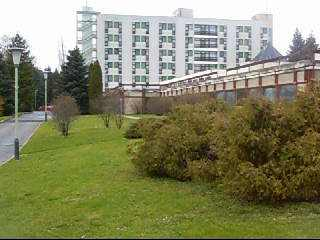
A Gyógyfürdőkórház főépülete oldalnézetben

A régészek kutatásaik alkalmával a rómaiak által épített lakóházak maradványaira bukkantak. Előkerült a Fertőmeggyes (Mörbisch) felé vezető római kőút egy része is. Ezenkívül két forrás foglalatot is feltártak. A tudósok ezt az időszámításunk szerinti 180-as évekre teszik. Ez bizonyítja azt, hogy Balf  magas kénhidrogén tartalmú forrásainak gyógyító hatásait az itt letelepült római veteránok is ismerték és használták.
Balf történelme szinte a kezdetektől összefonódott Sopron város történetével. Sopron város polgárai a középkortól kezdve használták fürdésre az itteni gyógyvízeket. 1342-ben a falut megvásárolta Sopron városa. 1560-tól kezdve új fürdőépületeket emeltettek és számos nemesi, főnemesi család felkereste a fürdőt. Az 1631-ből származó kézirat népszerűsíti a fürdőhelyet, a fürdésre és ívókúrára alkalmas gyógyvízét.
A Höller-erdő közelében fakadó gyógyvíz jótékonyan hat a mozgásszervi betegségekre, a palackozott balfi ásványvíz az egyik legjobb az országban.

## Jelenlegi működése
A soproni Állami Szanatórium  balfi részlegében a mozgásszervi betegségben szenvedők kezelése és rehabilitációja folyik. A Reumatológiai Rehabilitációs Osztály jelenleg 220 ággyal rendelkezik. A gyógykezelésben felhasználják az ismert, magas kénhidrogén tartalmú gyógyvízet. Az 1975-ben telepített gyógyfürdőkórház elsősorban gyógyvizének köszönhetően alkalmas a mozgásszervi betegségben szenvedők kezelésére és rehabilitációjára, de kedvezően használja ki a Fertő tó által módosított, és Sopronra jellemző klimatikus tényezőket.

## Fejlesztési tervek

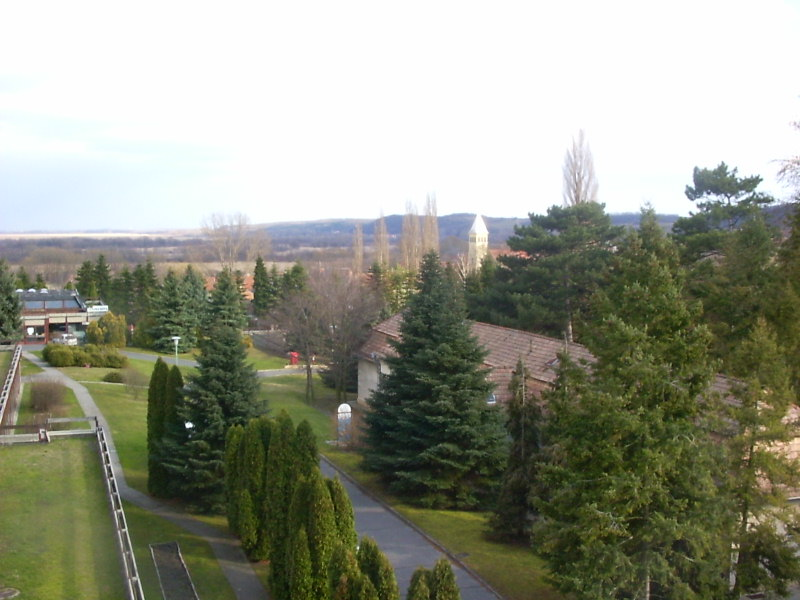
Kilátás a szanatórium parkjára

A balfi gyógyfürdő kimaradt az elmúlt évek nagy fejlesztéseiből, pedig  a korszerűsítés  elengedhetetlen. A szanatórium vezetésének határozott elképzelései, tervei vannak.
- A  fejlesztéseket három lépcsőben szeretnék megvalósítani

Először az 1975-ben épült hotelszárnyat indokolt korszerűsíteni, hiszen a közös vizesblokkok – a kézmosók kivételével – a szobákon kívül vannak. Elképzeléseik alapján  két-két szoba között kialakíthatók a fürdőszobák. Ezzel a megoldással nem csökkenne az OEP által finanszírozott férőhelyek száma. Szükség lenne az infrastruktúra teljes felújítására is.
A második lépcsőben lehetne megkétszerezni a gyógyvíz kapacitást. Jelenleg egyetlen 60 köbméteres gyógymedence van, szükség lenne egy másikra is. A geológusok szerint megduplázható a kinyerhető vízmennyiség, de többre nem számíthatunk. Amennyiben ez megvalósulna, akkor fejleszteni kellene a fizikoterápiát is. Napjainkban egy év várakozási idő után kerülhetnek ide, rehabilitációra a betegek. Kivéve azok, akik tehetősebbek, hajlandók megfizetni a kastélyhotelben a szállást és jogosultak a kezelésre.
A harmadik szakaszban szóba kerülhet egy élményfürdő megvalósítása. Így egy valóban korszerű és európai színvonalú gyógyászati-rekreációs központ alakulhatna ki. Az élményfürdő megvalósítása elképzelhető akár külső tőke bevonásával is.
Tervek  vannak, pénz azonban nincs, pedig nagy igény van a mozgásszervi rehabilitációra, amelynek Balf az egyik hazai Mekkája. A fentebb vázolt fejlesztés sokat lendíthetne nem csak az egészségturizmuson, de megnövelné a környék látogatottságát és sokakat itthon tartana azok közül, akik Ausztriában és más városokban keresnek felüdülést.

## Gyógy-Kastély Szálló

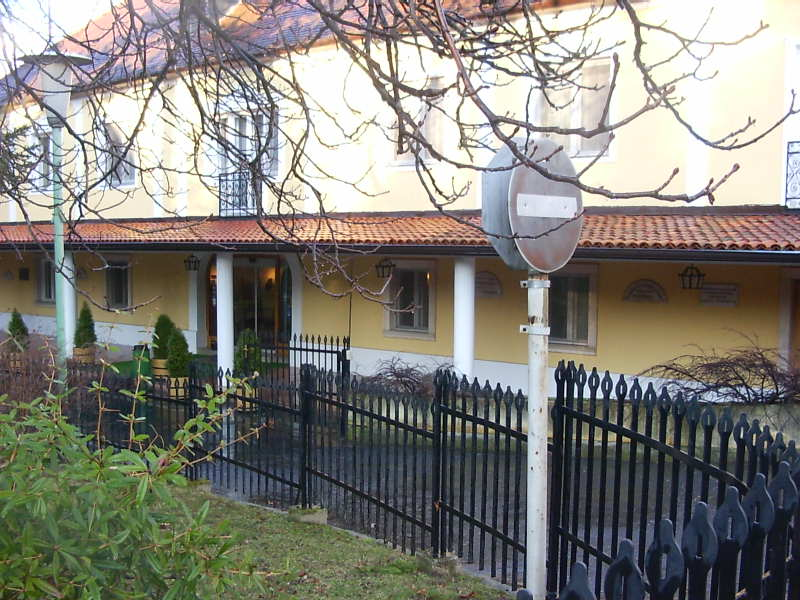
A gyógyszálló bejárata

A Gyógy-Kastély Szálló szervezetileg a szanatóriumhoz tartozik. Ez a szárny a fizetős vendégek részére van fenntartva.Neobarokk kastélyszálló és a barokk fürdőkápolna, Dorfmeister István faliképeivel. Az 1700-as évekből származó épületben antik- és stílbútorokkal berendezett, telefonnal, televízióval, minibárral ellátott szobák, apartmannok, továbbá szalon, áll a vendégek (betegek) rendelkezésére. A gyógyszállót üvegfolyosó köti össze a gyógy-komplexummal, wellness-szigettel. A szobákból csodálatos kilátás nyílik a park zöld pázsitjára, a pompázó virágokra, az antik szobrokra, a parkot átszelő patakra és az erdővel borított dombokra. A szállodában magyaros és nemzetközi étel specialitásokat kínáló étterem található, ahol a hagyományos szolgáltatásokon kívül lehetőséget biztosítanak diétás étkeztetésre is.

## Képtár

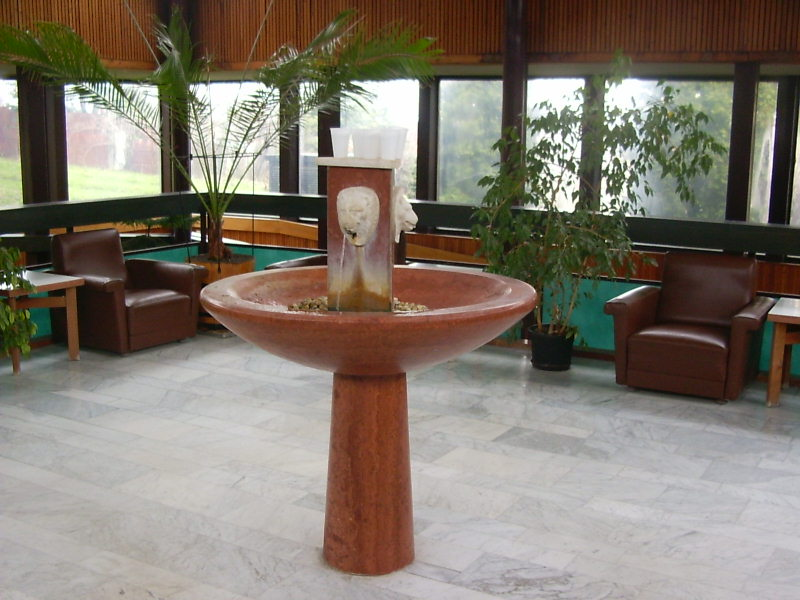
Szanatóriumi ivókút
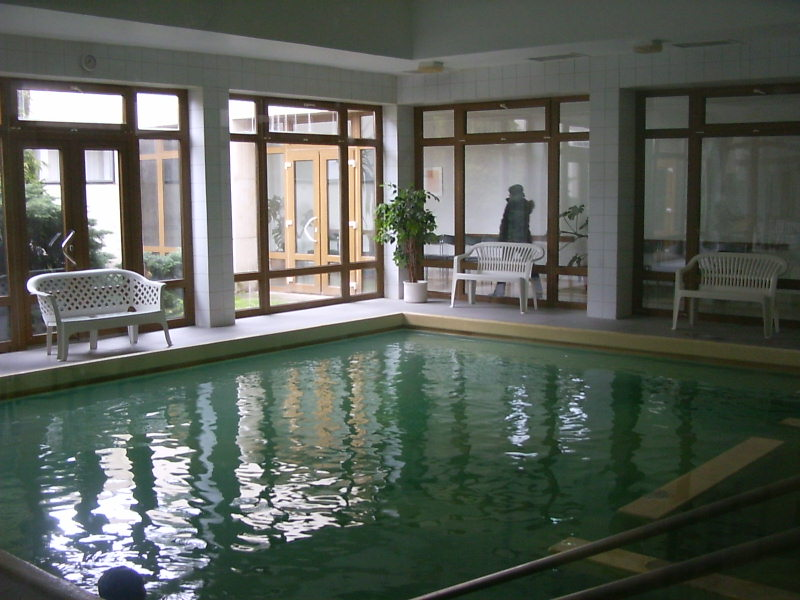
A gyógyvizes medence
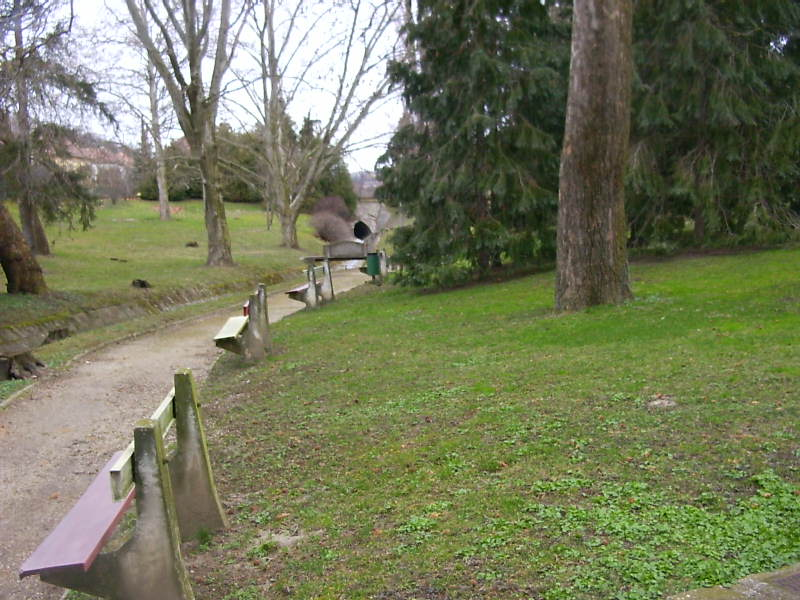
Gyógyfürdőkórház parkja
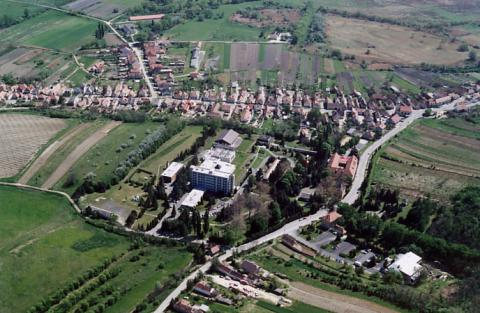
Légifotó